# Vygaudas Ušackas
 (janvier 2024).
Si vous disposez d'ouvrages ou d'articles de référence ou si vous connaissez des sites web de qualité traitant du thème abordé ici, merci de compléter l'article en donnant les références utiles à sa vérifiabilité et en les liant à la section « Notes et références ».
Vygaudas Ušackas, né à Skuodas, alors en URSS, le 16 décembre 1964 est un diplomate et homme politique lituanien membre de l'Union de la patrie - Chrétiens-démocrates lituaniens (TS-LKD).
Il est ministre des Affaires étrangères de Lituanie et est actuellement le représentant spécial de l'Union européenne pour l’Afghanistan.

## Biographie

### Formation et carrière
Ses études secondaires terminées en 1982, il commence des études de droit à la faculté de droit de l'Université de Vilnius. Il obtient son diplôme huit ans plus tard, en 1990.
En 1991, il commence sa carrière au ministère des Affaires étrangères lituanien comme second secrétaire de la division pour l'Europe occidentale. L'année suivante, il devient conseiller à la mission lituanienne auprès des Communautés européennes et de l'OTAN.
Il est nommé directeur du département politique du ministère en 1996, puis Vice-ministre des Affaires étrangères en 1999. Entre 2000 et 2001, il est négociateur en chef pour l'adhésion à l'Union européenne.
Entre 2001 et 2006, il occupe le poste d'ambassadeur de Lituanie aux États-Unis et au Mexique, puis prend la direction de l'ambassade au Royaume-Uni jusqu'en 2008.

## Activité politique
Le 9 décembre 2008, Vygaudas Ušackas est nommé ministre des Affaires étrangères de Lituanie dans la coalition de centre droit d'Andrius Kubilius. À la suite de nombreux désaccords avec la présidente Dalia Grybauskaitė, il présente sa démission le 25 janvier 2010.
Il est membre du parti de Kubilius, l'Union de la patrie - Chrétiens-démocrates lituaniens (TS-LKD).
Il est choisi comme nouveau représentant spécial de l'Union européenne pour l'Afghanistan par les ministres des Affaires étrangères de l'Union le 22 février 2010.